# NGC 2366
NGC 2366 este o galaxie neregulată situată în constelația Girafa. A fost descoperită în 3 decembrie 1788 de către William Herschel. Se află la o distanță de 3,28 megaparseci de Pământ.